# The Kelly Family
A The Kelly Family együttest Daniel „Dan" Jerome Kelly, Barbara Ann Kelly és gyermekeik alapították.

## A kezdeti időszak
A család (Daniel, első felesége Joanne és 4 gyermekük: Danny, Caroline, Paul és Kathy), miután 1966-ban elhagyta az Amerikai Egyesült Államokat, Spanyolországba, Toledóba költözött.
Első televíziós bemutatkozásuk Spanyolországban a Kelly Kids c. műsor volt, 1975-ben. Kezdetben a szomszédaiknak, barátaiknak énekeltek, kisebb partikon léptek fel, majd később pubokban és nagyobb fesztiválokon is egyre többször szerepeltek. Az első number one slágerük a David's Song volt a 70-es években, melyet nem sokkal később a Danny Boy c. sláger követett. Egész Európát bejárták, utcazenészként játszottak Németországban, Spanyolországban, Franciaországban, Olaszországban. Saját menedzsereik és producereik voltak, akik segítettek nekik felállítani a színpadokat és a beállítani hangtechnikát. Hosszú ideig az utcán éltek. Ahogy egyre jobban ment nekik, és egyre tapasztaltabbak lettek, úgy nőtt a közönségük is. Eleinte kisebb, majd az idő múlásával egyre nagyobb sátrakat töltött meg a napról napra növekvő számú közönségük. Egy alkalommal tízezren próbáltak bejutni egy 2000 fős sátorban tartott koncertjükre.

## A nagy áttörés
A nagy áttörés 1994-ben következett be, ekkor jelent meg az „Over the Hump“ című albumuk, mely több mint 4,5 millió példányban kelt el. Németországban azóta is ez minden idők legnagyobb példányszámban eladott lemeze. Kathy, John, Patricia, Jimmy, Joey, Barby, Paddy, Maite és Angelo alkották azt az együttest, amely akkor meghatározta a zenei világot Európában. Bécsben 250 ezer ember előtt léptek fel. Közönségük megtöltötte Európa stadionjait és nagy koncerttermeit. Különösen nagy sikerük volt Németországban, Hollandiában, Lengyelországban, valamint sok közép- és kelet-európai országban (köztük Magyarországon is), Portugáliában, Spanyolországban és más európai országokban, de világszerte ismertek voltak, beleértve Dél-Afrikát, Brazíliát, Kínát és az Egyesült Államokat.
Megkapták a legjelentősebb európai zenei díjakat, mint az Echo, a Bambi-díj, a Golden Camera.
Az 1990-es években olyan sikeres albumaik követték egymást, mint az Almost Heaven, a Growin' up, a From their hearts és a Christmas for all. 2006-ig a Kelly Family 48 arany- és platinalemezt kapott.

## Változások
A 2000. év elején, amikor az együttes a csúcson volt, szakmai konfliktusok miatt változás következett be a tagok körében: a 9 testvér alkotta együttesben hatan maradtak.

## A jelenlegi tagok
- Kathleen Anne „Kathy“ Kelly (1963. március 6.)
- John Michael Kelly (1967. március 8. – ) közel 6 év hallgatás után 2006 júniusában jelent meg első, feleségével, a spanyol operaénekesnővel (Maite Itoiz) közös albuma "Tales from the Secret Forest" címmel, ezután The Blue elf's dream (2009), és Elfenthal (2010), majd 2011-ben elkészült a Kelly Family 4 albumának legjobb dalait feldolgozó, a "The Complete story" című albummal.[1][2] Ugyanebben az évben halálhírét keltették, amikor is egy azonos nevű férfi gyászjelentése jelent meg.[3]
- Paul Kelly (1964. március 16.), felesége Mary, 7 gyermekük van.
- Maria Patricia „Patricia“ Kelly (1969. november 25.), férje Denis Sawinkine, gyermekeik: Alexander Joseph (2001. október 30.) és Ignatius Aron Maria (2003. július 31.)
- James Victor „Jimmy“ Kelly (1971. február 18.), felesége Meike Höch, gyermekeik: Aimeé Benedikta Maria Kelly (2006. augusztus 9.), Máire Therese Seraphine Kelly (2008. május 31.) és Yeshua Fulton James Kelly (2015. március 3.)
- Joseph Maria „Joey“ Kelly (1972. december 20.), felesége Tanja Niethen (ex-Bellini), gyermekeik: Luke Christopher (2000. június 29.), Leon Daniël (2004. január 20.), Lilian Ann Kelly (2006. július 7.) Lysann (2015 nyara)
- Angelo Gabriel „Angelo“ Kelly (1981. december 23.), felesége Kira Harms, gyermekeik: Gabriël Jerome (2001. július 3.), Helen Josephine (2002. november 5.), Emma Maria (2006. március 6.), Joseph Ewan Gregory Walter (2010), William Emanuel Kelly (2015. július 17.)

## Nem aktív tagok
- Daniel Jerome „Dan“ Kelly (1930. október 30. – 2002. augusztus 5.) Kezdetben az Amerikai Egyesült Államokban dolgozott tanárként, majd első feleségével, Joanne-nel Spanyolországba költözött.
- Barbara Ann Kelly (1946. június 2. – 1982. november 10.)
- Daniel Jerome „Danny“ Kelly (1961), az Amerikai Egyesült Államokban él
- Caroline Kelly (1962), az Amerikai Egyesült Államokban él, ahol ápolónőként dolgozik
- Maite Star „Maite“ Kelly (1979. december 4.), férje Florent Raimond, gyermekeik: Agnes Therese Barbara (2006. június 30.), Josephine Kathleen Francoise (2008. január 22.), Soléne (2014. október eleje)
- Barbara Ann „Barby" Kelly (1975. április 28. – 2021. április 15.) betegsége miatt visszavonult a reflektorfénytől[4]
- Michael Patrick „Paddy“ Kelly (1977. december 5.) filozófiát és teológiát tanul egy dél-franciaországi kolostorban. 2008. augusztus 5-én Medjugorjeben hivatalosan is bejelentette bevonulásának okát és körülményeit.[5] Új neve: Br. John Paul Mary. Hat év után, 2013-ban azonban kilépett a rendből és feleségül vette fiatalkori szerelmét, az újságírónőt, Joelle Verreet-et.[6][7] Azóta újra koncertezik.[8]

## Diszkográfia
- Christmas All Year (1981, Kel-Life)
- Wonderful World (1981, Kel-Life)
- Live (1988, Kel-Life)
- Keep On Singing (1989, Kel-Life)
- New World (1990, Kel-Life)
- Honest Workers (1991, Kel-Life)
- Street Life (1992, Kel-Life)
- The Very Best Over 10 Years (1993, Kel-Life)
- Wow (1993, Kel-Life)
- Over The Hump (1994, Kel-Life)
- Christmas For All (1994, Kel-Life / EMI)
- Almost Heaven (1996, Kel-Life / EMI)
- Growin' Up (1997, Kel-Life / EMI)
- Live Live Live (1998, Kel-Life)
- From Their Hearts (1998, Kel-Life / EMI)
- Kathy Kelly – The Best Of Kathy Kelly (1999, Kel-Life)
- The Bonus-Tracks Album (1999, Kel-Life)
- Best Of The Kelly Family (1999, Kel-Life / BMG Ariola)
- Best Of The Kelly Family 2 (1999, Kel-Life / BMG Ariola)
- Kathy Kelly – Morning Of My Life (2001, ePark / Zomba)
- La Patata (2002, Kel-Life / Polydor / Universal)
- Kathy Kelly – Straight From My Heart (2002, Copas)
- Paddy Kelly – In Exile (2003, Polydor / Universal)
- Homerun (2004, Kel-Life / Polydor / Universal)
- Kathy Kelly – Godspel (2005)
- Hope (2005, Kel-Life)
- James Kelly – Babylon (2005, Kel-Life)
- John Kelly & Maite Itoiz – Tales from the Secret Forest (2006, Value Entertainment, rough trade)
- Angelo Kelly – I`m ready (2006)
- Angelo Kelly – Rejoice and be glad (2007. május 11.)
- Angelo Kelly – Lost Sons (2008. március 28.)
- Angelo Kelly – Up Close Live (2008)
- Angelo Kelly – Live in Madrid (2008)
- James Kelly – Roots (maxi) (2008)
- Patricia Kelly – New Room (maxi) (2008)
- Patricia Kelly – Essential (maxi) (2009)
- Maite Kelly – The unofficial album (maxi) (2009)
- John Kelly & Maite Itoiz – The Blue Elf's dream live (2009)